# Монтегалдо (Потенца)
Монтегалдо (итал. Montegaldo) је насеље у Италији у округу Потенца, региону Базиликата.
Према процени из 2011. у насељу је живело 90 становника. Насеље се налази на надморској висини од 731 м.